# Rhinidae
De Rhinidae zijn een familie van vissen die wordt onderscheiden in de orde Rhinopristiformes. Voorheen werd de familie geplaatst in de niet langer erkende orde Rhiniformes van de roggen. De familie telt drie geslachten, Rhina en Rhynchobatus. Een alternatief is dat de groep wordt opgevat als de onderfamilie Rhininae van de familie vioolroggen (Rhinobatidae) in de orde Rajiformes.
De geslachten Rhina en Rhynchorhina tellen beide één soort (Rhina ancylostoma) en (Rhynchorhina mauritaniensis) het geslacht Rhynchobatus telt 9 soorten. De soorten komen voor in de tropische en subtropische zeegebieden van de Indische Oceaan en het westen van de Grote Oceaan (het Indo-Pacifische gebied). Een enkele soort komt voor in het oostelijk deel van de Atlantische Oceaan.

## Geslachten
- Rhina Bloch & Schneider, 1801
- Rhynchobatus Müller & Henle, 1837
- Rhynchorhina Séret & Naylor, 2016